# 1988 en Colombie-Britannique
Chronologie de la Colombie-Britannique
- 1984
- 1985
- 1986
- 1987
- 1988
- 1989
- 1990
- 1991
- 1992

Cette page concerne des événements qui se sont produits durant l'année 1988 dans la province canadienne de Colombie-Britannique.

## Politique
- Premier ministre : William Vander Zalm
- Chef de l'Opposition : Michael Harcourt du Nouveau Parti démocratique de la Colombie-Britannique
- Lieutenant-gouverneur : Robert Gordon Rogers puis David Lam
- Législature :

## Événements

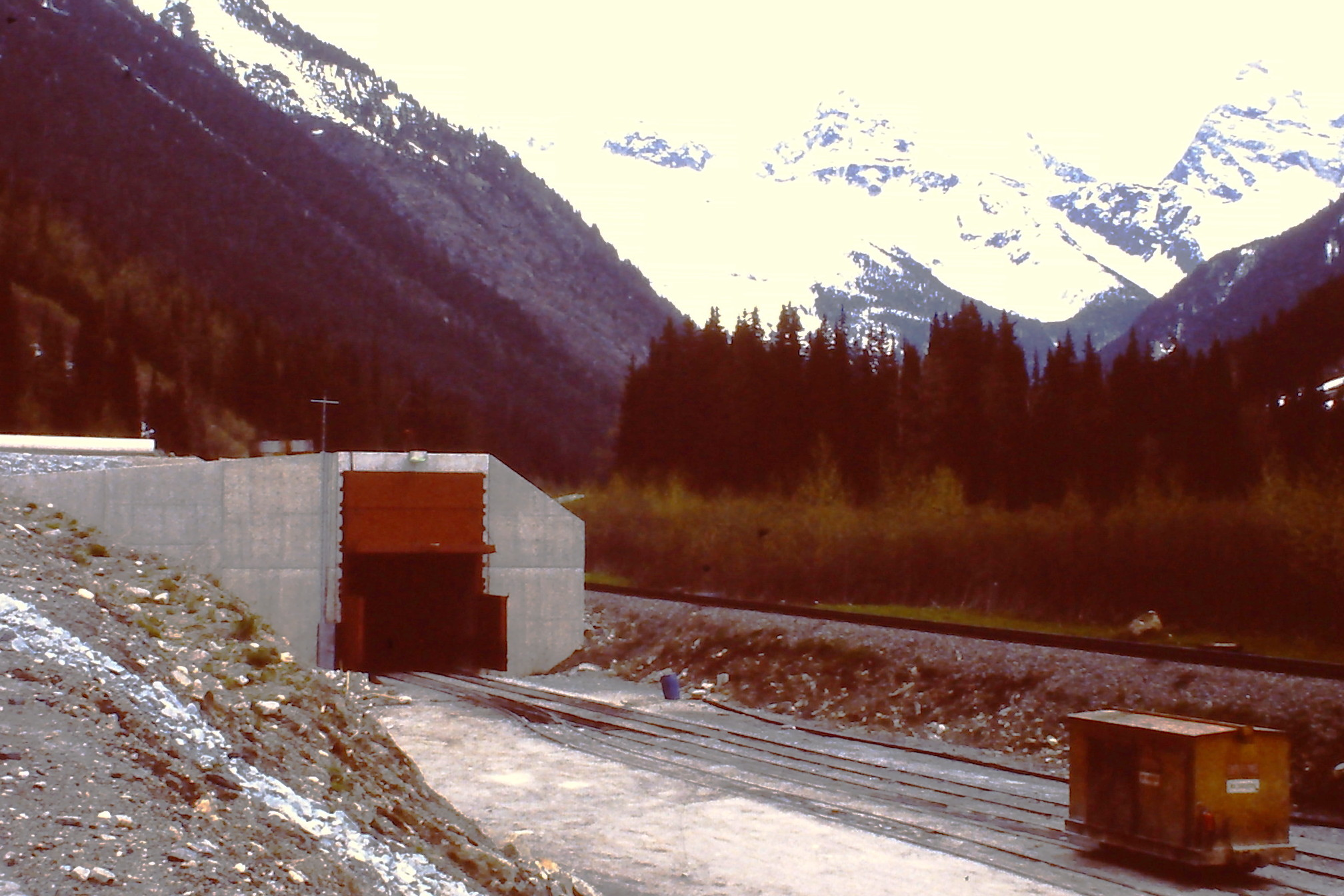
Mount Macdonald Tunnel.

- Achèvement des travaux du Tunnel du Mont Macdonald (Mount Macdonald Tunnel), ouvrage de 14723 mètres de longueur[1].
- Achèvement des travaux du Tunnel du Mont Shaughnessy, ouvrage ferroviaire de 1771 mètres de longueur[2].

## Naissances

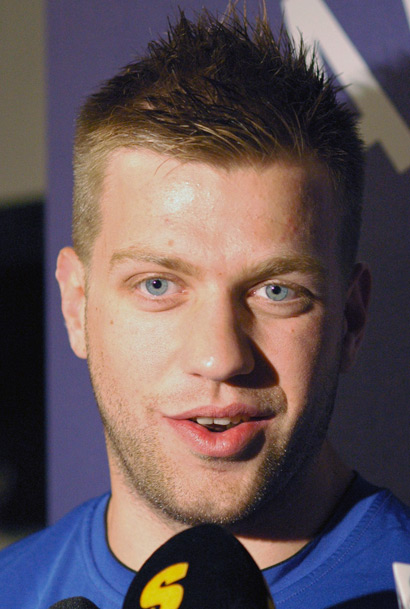
Taylor Ellington.

- 1 janvier à Burnaby : Mark Olver, joueur professionnel canadien de hockey sur glace et allemand. Il est le frère de Darin Olver.

- 17 mars : Claire Boucher (connu sous le nom Grimes), musicienne.

- 3 avril à Victoria : Mitch Fadden, mort le 4 décembre 2017, joueur professionnel canadien de hockey sur glace[3].

- 19 mai à Comox : Ty Wishart, joueur canadien de hockey sur glace professionnel[4].

- 10 septembre à Victoria, : Megan Elizabeth Tandy (Heinicke pour un certain temps), biathlète canadienne.

- 24 septembre à Burnaby : Karl Alzner, joueur professionnel canadien de hockey sur glace. Il évolue au poste de défenseur[5].

- 29 octobre à Victoria (Colombie-Britannique) : Ryan Cochrane, nageur canadien. Il est spécialisé en nage libre.

- 31 octobre à Victoria : Taylor Ellington , joueur professionnel canadien de hockey sur glace[6].